# GP2-Asia-Serie
Die GP2 Asia Serie war eine Motorsport-Rennserie, die 2008 neben der europäischen GP2-Serie ins Leben gerufen wurde. Diese Rennserie fuhr in den Wintermonaten auf dem asiatischen Kontinent. Nach dem Ende der Saison 2011 wurde die Serie eingestellt.

## Sportliches Reglement
Das Reglement der GP2-Asia-Serie war analog dem der GP2-Serie aufgebaut.

### Ablauf des Rennwochenendes
An einem GP2-Asia-Wochenende wurden am Samstag und am Sonntag jeweils ein Rennen ausgetragen. Nach einem freien Training von 30 Minuten am Freitag entschied ein ebenfalls 30-minütiges Qualifying über die Startaufstellung des ersten Rennens am Samstag, welches über 180 Kilometer ausgetragen wurde. Die Startaufstellung für das zweite Rennen am Sonntag über eine Distanz von 80 Kilometer ergab sich aus dem Ergebnis des ersten Rennens, wobei die ersten acht Piloten in umgekehrter Reihenfolge starteten.

### Punkteverteilung
Die Punktewertung orientierte sich an dem Punktesystem, das bis 2009 in der Formel 1 verwendet wurde. So erhielt der Erstplatzierte zehn, der Zweite acht, der Dritte sechs Punkte, bis hin zum Achtplatzierten, der einen Punkt erhielt. Darüber hinaus wurden Zusatzpunkte verteilt: Der Pole-Setter des ersten Rennens erhielt zwei Bonuszähler. In jedem Rennen wurde für den Piloten mit der schnellsten Rundenzeit innerhalb der Top 10 ein weiterer Punkt gutgeschrieben. Die maximale Punktzahl, die ein Rennfahrer pro Rennwochenende erreichen konnte, lag damit bei 20 Zählern.
Übersicht:
- Pole-Position beim Hauptrennen: 2 Punkte
- Hauptrennen: 10-8-6-5-4-3-2-1 für die besten 8
- Sprintrennen: 6-5-4-3-2-1 für die besten 6
- Schnellste Runde: 1 Punkt pro Rennen (Der Punkt wurde nur innerhalb der ersten zehn Piloten vergeben.)

### Fahrer und Teams
Da die GP2-Asia-Serie erschaffen wurde, um asiatische Fahrer zu unterstützen, haben sich die Teams in der ersten Saison darauf geeinigt mindestens einen Fahrer der nicht aus Westeuropa oder Amerika kommt einzusetzen. Acht der 13 Teams hielten sich an diese Vereinbarung, wobei Trident Racing und BCN Competición sogar zwei andere Fahrer einsetzte.
Die 13 Teams bestanden in den ersten drei Saisons aus 12 Teams der regulären GP2 Serie (außer Racing Engineering) sowie dem Team Qi-Meritus Mahara aus Malaysia. In der letzten Saison waren sowohl die Chassis, als auch die Teams mit denen der GP2-Serie identisch.

## Technik
Sämtliche Technik stammte ebenfalls aus der Hauptserie. Allerdings wurden in der ersten Saison die Motoren begrenzt, um ihre Lebensdauer zu erhöhen. Auch andere kostensparende Maßnahmen wurden ergriffen, um es für die Teams erschwinglicher zu machen, in beiden Serien anzutreten.

### Chassis
In der im Vergleich zur Formel 1 deutlich kostengünstigeren Rennserie kommt einheitliche Technik zum Einsatz. In Aussehen, Technik und Leistung ähnelten die Monoposti der GP2 den Wagen der Formel 1 jedoch stark. Das Chassis wurden von der italienischen Firma Dallara hergestellt. Von 2008 bis 2010 wurde der GP2/05-Rennwagen eingesetzt. 2011 verwendete die GP2-Asia-Serie den GP2/11-Rennwagen, der auch in der GP2-Serie eingesetzt wurde.

### Motor und Getriebe
Die eingesetzten 4,0-Liter-V8-Motoren von Renault waren darauf ausgelegt, eine komplette GP2-Saison zu überstehen. Sie besaßen etwa 600 PS Leistung. Die Rundenzeiten der GP2-Boliden lagen im Rennen, je nach Streckenprofil, bis zu 10 Sekunden über denen der Formel 1.
Die Getriebe basierten auf den früher vom Team Prost verwendeten. Sie galten als zu schwer und sorgen für eine ausgeprägte Hecklastigkeit. Zudem gab es Schwierigkeiten beim Anfahren, wodurch öfters Motoren beim stehenden Start abgewürgt wurden.
Geschaltet wurde per Wippe am Lenkrad. Zusätzliche Fahrhilfen wie Servolenkung oder Traktionskontrolle waren verboten.

### Reifen
Als Bereifung kamen Einheitsreifen des Reifenherstellers Bridgestone (2008–2010) bzw. Pirelli (2011) zum Einsatz. Dabei handelte es sich um Slicks.

## Meister
| Jahr      | Meister          | Punkte | Zweiter           | Punkte | Dritter             | Punkte | Bestes Team          | Punkte |
| --------- | ---------------- | ------ | ----------------- | ------ | ------------------- | ------ | -------------------- | ------ |
| 0000/2008 | Romain Grosjean  | 61     | Sébastien Buemi   | 37     | Witali Petrow       | 33     | ART Grand Prix       | 60     |
| 2008/09   | Kamui Kobayashi  | 56     | Jérôme D’Ambrosio | 36     | Roldán Rodríguez    | 35     | DAMS                 | 92     |
| 2009/10   | Davide Valsecchi | 56     | Luca Filippi      | 29     | Giacomo Ricci       | 29     | iSport International | 73     |
| 0000/2011 | Romain Grosjean  | 24     | Jules Bianchi     | 18     | Giedo van der Garde | 16     | DAMS                 | 25     |

## Strecken der Meisterschaft
In der folgenden Tabelle sind die von der Meisterschaft befahrenen Strecken sowie die Anzahl der entsprechenden Rennwochenenden in den Saisons aufgeführt:
| Strecke                        | Summe | 2008 | 2009 | 2010 | 2011 |
| ------------------------------ | ----- | ---- | ---- | ---- | ---- |
| Bahrain International Circuit  | 5     | 1    | 2    | 2    | 0    |
| Dubai Autodrome                | 3     | 3    | -    | -    | -    |
| Yas Marina Circuit             | 3     | -    | 1    | 1    | 1    |
| Sepang International Circuit   | 2     | 1    | 1    | -    | -    |
| Sentul International Circuit   | 1     | 1    | -    | -    | -    |
| Shanghai International Circuit | 1     | 1    | -    | -    | -    |
| Losail International Circuit   | 1     | -    | 1    | -    | -    |
| Autodromo Enzo e Dino Ferrari  | 1     | -    | -    | -    | 1    |